# Campeonato Regional de Valencia
El Campeonato Regional de Valencia fue una competición oficial de fútbol española que disputaban los clubes pertenecientes a la Federación Valenciana de Clubes de Foot-Ball surgida en 1909, y que no se constituyó oficialmente hasta el 21 de abril de 1914. El torneo era disputado por equipos de las provincias de Castellón, Valencia y Alicante, quienes conforman la actual Comunidad Valenciana. Fue durante alguna etapa una de las competiciones regionales que daban acceso a disputar el Campeonato de España.
La competición se vio relegada a un torneo subregional entre 1919 y 1924 tras la creación de la Federación Levantina de Clubes de Foot-Ball y su correspondiente Campeonato Regional de Levante, disputándose entre los dos campeones de las divisiones territoriales un puesto en el campeonato nacional, hasta que adquirió de nuevo su máxima condición y derecho en 1924, tras una nueva reestructuración.

## Historia
El Campeonato Regional de Valencia nació en 1909 como un torneo que disputaban los clubes pertenecientes a la Federación Valenciana de Clubes de Foot-Ball como paso previo al Campeonato de España. Pocos datos se tienen de estas primeras ediciones hasta el año 1919, fecha en la que hubo una reestructuración en el fútbol levantino, dando con la creación de la Federación Levantina de Clubes de Foot-Ball agrupando en su seno a las sociedades de las provincias de Albacete y Murcia, y que se afilió a la Federación Española el 11 de enero de 1920. Tras lo cual, el fútbol levantino se dividió en dos estamentos, el de la sección norte con clubes de las ya citadas provincias de Castellón, Valencia y Alicante, y la sección sur disputada por clubes de las también citadas Albacete y Murcia.
Se constituyó así pues el Campeonato Regional de Levante en el que se dividieron los equipos en dos secciones, a saber norte y sur, para conformar al campeón levantino que les representase a nivel nacional.
Tras unos breves años se volvió a desdoblar en 1924 pasando a conformarse nuevamente la Federación Regional Valenciana de Clubes de Foot-Ball y la Federación Regional Murciana de Clubes de Foot-Ball a la que posteriormente se adscribieron los clubes alicantinos. Así las cosas, el campeón del campeonato levantino en primera instancia —tras enfrentarse los campeones de las secciones norte y sur— y el campeón del campeonato valenciano en segunda instancia conseguían la clasificación para disputar el Campeonato de España. Desde 1927 dio acceso también al subcampeón, mientras que desde 1928 se registró un campeonato "B" o de segunda categoría.

## Historial
Actualizar de 1909 a 1919
Nombres y banderas de los equipos según la época.
| Temporada                               | Campeón                                   | Resultado                                 | Subcampeón                                | Notas                                                                                           |
| Campeonato de Valencia (Sección Norte)  | Campeonato de Valencia (Sección Norte)    | Campeonato de Valencia (Sección Norte)    | Campeonato de Valencia (Sección Norte)    | Campeonato de Valencia (Sección Norte)                                                          |
| --------------------------------------- | ----------------------------------------- | ----------------------------------------- | ----------------------------------------- | ----------------------------------------------------------------------------------------------- |
| 1919-20                                 | Gimnástico F. C.                          |                                           | España de Valencia F. C.                  | Grupo único de 4 equipos                                                                        |
| 1920-21                                 | Gimnástico F. C.                          | 3 - 1                                     | Valencia F. C.                            | Final para Campeonato de Levante entre campeones de Castellón y Valencia. Vencedor Cervantes FC |
| 1921-22                                 | España de Valencia F. C.                  |                                           | Levante F. C.                             | Grupo único de 4 equipos.                                                                       |
| 1922-23                                 | Valencia F. C.                            |                                           | Gimnástico F. C.                          | Grupo único de 6 equipos.                                                                       |
| 1923-24                                 | Gimnástico F. C.                          |                                           | Valencia F. C.                            | Grupo único de 5 equipos.                                                                       |
| Campeonato de Valencia (Sección Centro) |                                           |                                           |                                           |                                                                                                 |
| 1924-25                                 | Valencia F. C.                            |                                           | Gimnástico F. C.                          | Tres grupos: Castellón, Valencia y Alicante. Eliminatoria final con los tres campeones.         |
| Campeonato Regional de Valencia         |                                           |                                           |                                           |                                                                                                 |
| 1925-26                                 | Valencia F. C.                            |                                           | Levante F. C.                             | Grupo único de 10 equipos.                                                                      |
| 1926-27                                 | Valencia F. C.                            |                                           | C. D. Castellón                           | Grupo único de 9 equipos.                                                                       |
| 1927-28                                 | Levante F. C.                             |                                           | Valencia F. C.                            | Grupo único de 9 equipos.                                                                       |
| 1928-29                                 | C. D. Castellón                           |                                           | Valencia F. C.                            | Grupo único de 4 equipos.                                                                       |
| 1929-30                                 | C. D. Castellón                           |                                           | Valencia F. C.                            | Grupo único de 4 equipos.                                                                       |
| 1930-31                                 | Valencia F. C.                            |                                           | C. D. Castellón                           | Grupo único de 6 equipos.                                                                       |
| 1931-32                                 | Valencia F. C.                            |                                           | C. D. Castellón                           | Grupo único de 6 equipos.                                                                       |
| 1932-33                                 | Valencia F. C.                            |                                           | C. D. Castellón                           | Grupo único de 6 equipos.                                                                       |
| 1933-34                                 | Valencia F. C.                            |                                           | Levante F. C.                             | Grupo único de 5 equipos.                                                                       |
| Campeonato Supraregional Levante-Sur    |                                           |                                           |                                           |                                                                                                 |
| 1934-35                                 | Levante F. C.                             |                                           | Sevilla F. C.                             | Zona Levante-Sur de 6 equipos.                                                                  |
| Campeonato Supraregional Levante        |                                           |                                           |                                           |                                                                                                 |
| 1935-36                                 | Real Murcia F. C.                         |                                           | Hércules F. C.                            | Zona Levante de 6 equipos.                                                                      |
| 1936-37                                 | Valencia F. C.                            |                                           | Hércules F. C.                            | Zona Levante de 6 equipos.                                                                      |
| 1937-38                                 | No disputado por la Guerra Civil Española | No disputado por la Guerra Civil Española | No disputado por la Guerra Civil Española | No disputado por la Guerra Civil Española                                                       |
| 1938-39                                 | No disputado por la Guerra Civil Española | No disputado por la Guerra Civil Española | No disputado por la Guerra Civil Española | No disputado por la Guerra Civil Española                                                       |
| 1939-40                                 | Valencia F. C.                            |                                           | U. D. Levante-Gimnástico                  | Zona Levante de 6 equipos.                                                                      |